# Cerastium humifusum
Cerastium humifusum là loài thực vật có hoa thuộc họ Cẩm chướng. Loài này được Cambess. mô tả khoa học đầu tiên năm 1830.